# Герб Кашкайша
Ге́рб Кашка́йша — офіційний символ містечка Кашкайш, Португалія. Використовується як територіальний герб. У срібному щиті червоний замок із трьома вежами, срібними вікнами і брамами, який стоїть на чорній скелі. Під нею три срібні і дві зелені хвилясті смуги. На смуги накладена золота сітка. Щит увінчує срібна мурована містечкова корона з чотирма вежами.  Під щитом біла стрічка, на якій великими літерами напис португальською: «vila de Cascais» (містечко Кашкайш).  Офіційно затверджений 15 червня 1934 року.  

## Галерея

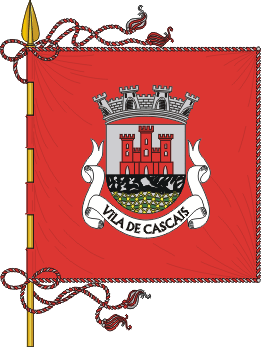
Прапор